# Ravine Mahaut (Dominica)
Die Ravine Mahaut ist ein kurzer Bach an der Ostküste von Dominica im Parish Saint David.

## Geographie
Die Ravine Mahaut entspringt am Kamm des Kraters von Petite Soufrièré und fließt in kurzem steilem Lauf nach Osten und nimmt zahlreiche, verzweigte aber kurze Bäche auf, bevor sie in der Petite Soufrière Bay (Crête Da) in den Atlantik mündet. Sie ist zusammen mit der Ravine Louis einer von nur zwei namhaften Bächen im Krater von Petite Soufrièré.
Mehrere weitere Gewässer in Dominica tragen ähnliche Bezeichnungen, so der Kuerek (Mahaut River) weiter nördlich im Carib Territory, der Mahaut River bei Rivière Cirique und der Karibikzufluss Mahaut River im Parish Saint Paul.